# 虐乳
虐乳（英語：Tit torture）是指對乳房的施虐行為，為一種性虐恋的方式，方式相當繁多，常見的方式有以下幾種：
- 乳縛
- 夾乳頭
- 滴蠟或是以乳房做為燭台
- 電擊
- 榨乳
- 針刺乳頭、乳暈上蒙哥馬利氏腺（英语：Areolar glands）
- 以筷子夾乳頭成
- 用腳踩踏，用手抓、捏、掐、打乳房，用木條拍打乳房，用毛筆搔癢，用鞭子鞭打
- 在乳頭捆綁並掛上重物，使其大幅下墜。
- 對乳房捆綁並吊起之，讓被虐者抬升而無法著地。
- 用熱水淋乳房

| 夾乳頭 | 電擊 | 針刺 | 滴蠟 | 乳頭夾重物下墜 |
|        |      |      |      |                |

上述方式都是要讓受虐癖者受強烈刺激而產生痛快感。